# LXC

LXC и libvirt

LXC (англ. LinuX Containers) — система віртуалізації на рівні операційної системи для запуску декількох ізольованих примірників ОС Linux на одному комп'ютері. LXC не використовує віртуальні машини, а створює віртуальне оточення з власним простором процесів і мережевим стеком. Усі примірники LXC використовують один примірник ядра ОС.
Ця система схожа на системи OpenVZ і Linux-VServer для ОС Linux, а також на FreeBSD jail і Solaris Containers.
LXC заснована на технології ядра Linux під назвою cgroups (додана у версії 2.6.29). Також використовується функціональність ізоляції Linux namespaces.
До складу інструментарію LXC входить бібліотека liblxc, набір утиліт (lxc-create, lxc-start, lxc-stop, lxc-ls і тому подібне), шаблони для побудови контейнерів і набір байндингів (bindes) для різних мов програмування. Для ізоляції процесів, мережевого стека ipc, uts і точок монтування використовується механізм просторів імен (англ. namespaces). Для обмеження ресурсів застосовуються cgroups. Для пониження привілеїв і обмеження доступу задіяні такі можливості ядра, як профілі Apparmor і SELinux, політики Seccomp, Chroots (pivot_root) і capabilities.

## Дивись також
- Порівняння віртуальних машин
- Віртуалізація на рівні операційної системи
- cgroups

## Виноски
1. ↑  Download lxc. Архів оригіналу за 10 листопада 2014. Процитовано 5 січня 2015.
2. ↑  Release v6.0.0 — 2024.